# Strö kyrka
För andra betydelser, se Strö kyrka (olika betydelser).
Strö kyrka är en kyrkobyggnad som sedan 2002 tillhör Sunnersbergs församling (tidigare Strö församling) i Skara stift. Den ligger på halvön Kålland i Lidköpings kommun.

## Kyrkobyggnaden

### Den ursprungliga kyrkobyggnaden

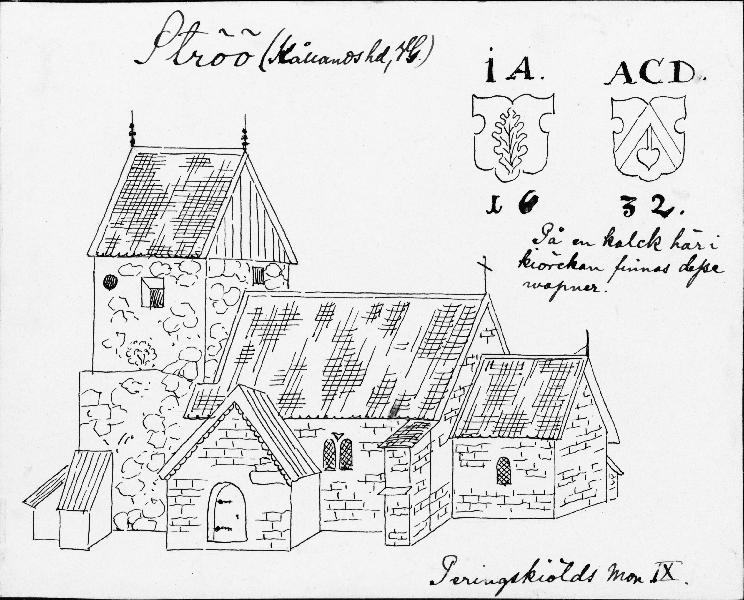
Kyrkan på 1600-talet. Kopia efter teckning i Johan Peringskiölds Monumenta.

Kyrkan är anlagd på en hög ås och uppfördes tidigt på medeltiden, troligen vid 1100-talets slut. Den ursprungliga anläggningen bestod endast av ett rektangulärt långhus med smalare och lägre rakt kor i öster. Byggnaden är uppförd av grå finhuggen sandsten från Kinnekulle som ligger i oregelbundna skift. Stenarna är huggna i stora block med en höjd omkring 30 centimeter. Kalkbruket som förbinder stenarna har breda utstrukna fogar. Murarna mellan långhus och kor ligger i förband med varandra vilket visar att de uppförts i samma tillfälle. De vilar direkt på ett grundskift och sockel saknas. Märken finns i innermurarnas puts som tyder på att långhuset varit täckt med platt innertak av trä. I koret sitter ännu hammarbanden av ek kvar med spår efter enkla, tätsittande takstolar. Ingången var i södra muren nära västra gaveln men blev igenmurad vid 1800-talets mitt. En avbildning av kyrkan från 1600-talet visar att hela anläggningens murar var oputsade på utsidan.     
Från denna första kyrka finns två fönster bevarade varav det ena finns i korets östra mur. Det består av en liten rund ljusöppning mitt i en dekorativt fyrbladig uthuggning i ett sandstensblock som monterats i murlivet. Åt insidan öppnar sig ljusöppningen betydligt. Strax under denna öppning på utsidan finns ett block med ett uthugget kors inom en cirkel. Det andra fönstret som blivit bevarat är placerat högt i långhusets södra mur. Omfattningen är svagt spetsbågig. Fönstret sitter ovan de senare slagna valven och har förmodligen använts för en kyrkvind. Ytterligare två fönster är kända endast genom en avbildning från 1600-talet. Det är ett dubbelt rundbågigt som fanns mitt på långhusets södra sida och ett mindre, även det rundbågigt, i korets södra vägg.
Den ännu bevarade dopfunten är av sandsten. Själva skålen är enkelt ornerad i romansk stil. Den har en höjd av 73 centimeter och en diameter av 69 centimeter.

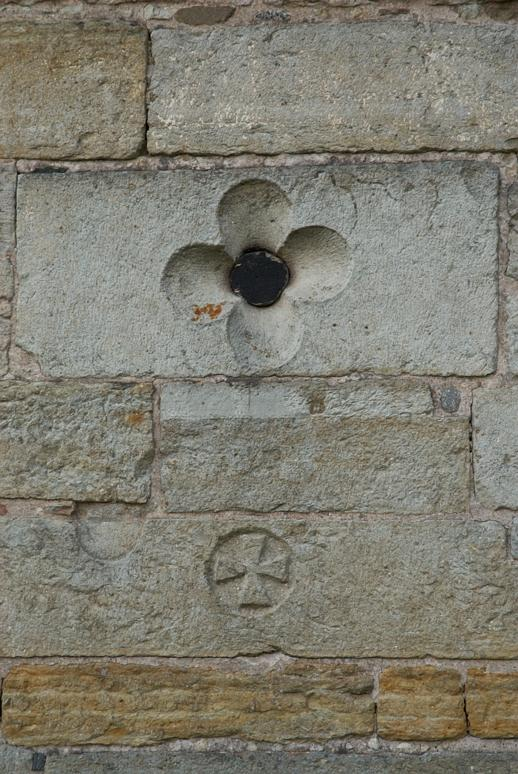
Liten rund ljusöppning i östra fasaden.

Två skulpterade stenar i relief finns i korets södra mur. Den ena, vars vänstra del visar en människoliknande figur i långt hår som håller en orm med båda händerna och trycker den intill bröstet. Över hans huvud är två märkliga djur i anfallande ställning. Scenen har dels tolkats som Terra, jorden, som föder djuren med sin kroppsmjölk. Men de märkligt groteska djuren har gjort att den även tolkats som människa i helvetet. Det högra fältet av stenen visar en man med gloria som bär en vågskål i ena handen och ett spjut i den andra. Spjutet riktas mot en djävul, beväpnad med en kratta, som försöker ta vågskålen. Denna avbildning har tolkats vara den helige Mikaels kamp mot djävulen. Den andra stenen är dekorerad i relief och visar nattvarden. Dock finns endast den vänstra delen bevarad då den andra halvan gått förlorad när man brutit muren för större fönster. Båda arbetena anses varit utförda på 1100-talet och har murades in när byggnaden uppfördes. Om de ursprungligen tillhört en äldre kyrkobyggnad eller avsedda för annat ändamål är ovisst. Möjligen har den först beskrivna stenen ursprungligen tillhört ett gravmonument av samma typ som den så kallade Olof Skötkonungs grav vid Husaby kyrka och då utgjort en sidohäll.

### Kalkmålningar

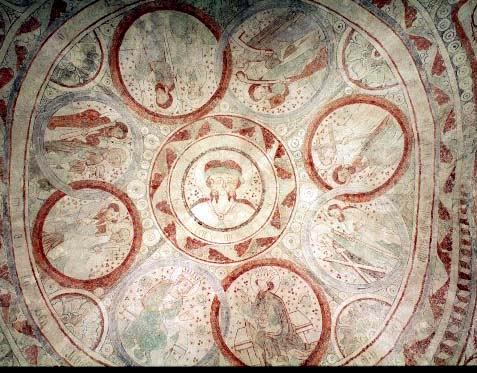
Den berömda bilden av Treenigheten.

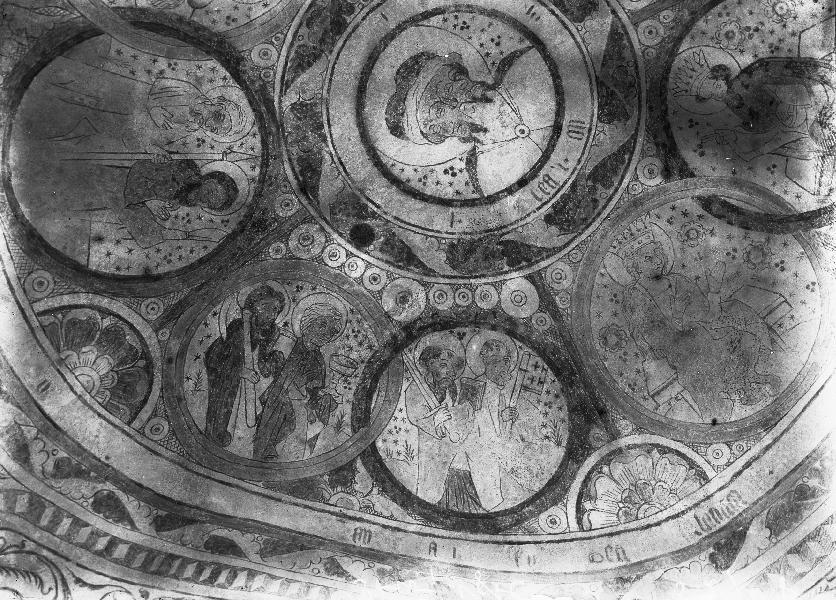

Koret hade putsade murar på insidan med kalkmålningar vilka återfanns vid en renovering år 1921. Dessa kalkmålningar anser många forskare är utförda av Vittskövlegruppen, Nils Håkanssons målare, under senare delen av 1400-talet. Ett av motiven återger Treenigheten på ett för Skandinavien unikt sätt, med tre skäggprydda ansikten i ett.

### Om- och tillbyggnader
Sakristian är byggd av gråsten och försedd med ett av gråsten svagt spetsbågigt tunnvalv. I östra muren satt ett litet rektangulärt fönster. En invändigt murad bänk finns utmed norra väggen. Förbindelsen mellan sakristia och kor har stängts av en ännu bevarad dörr av ekplankor, försedd med järnlameller.
På södra sidan av långhuset framför portalen uppfördes under medeltiden ett vapenhus. Den var försedd med rundbågig port och trädörr.

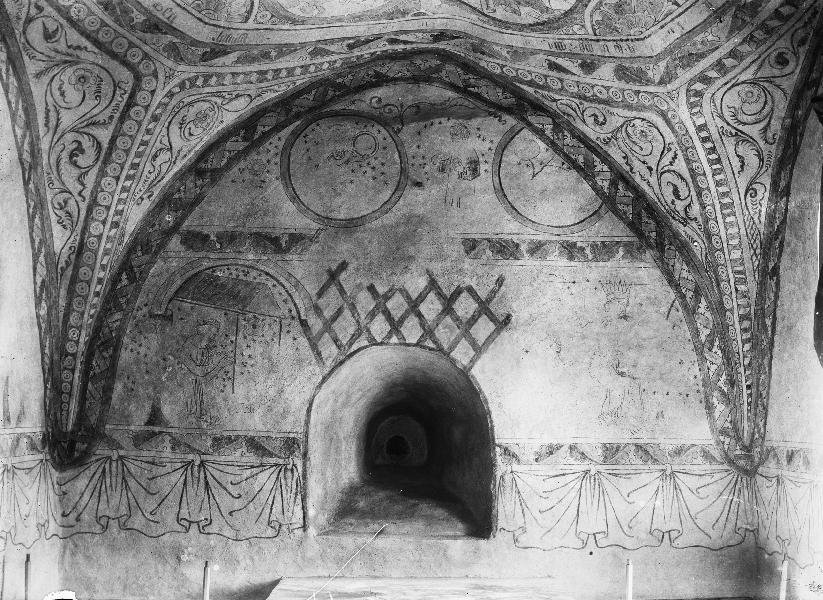

Under senare medeltiden slås valv i kyrkan och ett torn uppförs intill långhusets västra sida. Långhusets gavel utgör delvis tornets östvägg nedtill. Tornet har en avsats utvändigt på halva höjden. Till byggmaterial har använts sand- och gråsten. Invändigt är tornet indelat i tre våningar. Ovan valvet i den nedre våningen finns hål i murarna efter en äldre takkonstruktion av trä. Tornbågen är förmodligen samtida med tornbygget. Den är av tegel med anfangslister av sandsten. En trappa i södra muren leder upp till andra våning och tredje nås genom stege. Ett spåntäckt sadeltak med brädfodrade gavlar täckte tornet före 1700-talet.

## Senare förändringar

### 1500-talet
Vid år 1583 var kyrkan i sämre skick och saknade tak. På norra sidan uppförs ett gravkor vid 1500-talets senare del åt ätten Oxenstierna. Själva graven utgörs av en tumba med dekorerad lockhäll.

### 1600-talet
Någon gång under 1600-talet förstorades triumfbågen och kyrkan försågs med strävpelare.

### 1700-talet
Ett kryssvalv av tegel utan ribbor slogs över nedervåningen i tornet år 1732. Detta hade föregåtts av ett tidigare valv från okänt datum. År 1769 beläggs långhusgolvet med kalkstenshällar. En läktare tillkommer under detta århundrade, men återuppbyggs ej efter branden 1919. Vid 1600-talets slut eller vid 1700-talets början byggs tornets tak om till en hög spira som täcks med ekspån.

### 1800-talet
Under 1800-talet genomgår kyrkan betydande ombyggnader. Den reparerades 1853-1854 och fick ny inredning. I samma arbete förstorades de små medeltida fönstren. Vapenhuset rivs och den gamla portalen muras igen. En ny port bryts istället upp i tornet. Byggnaden täcks 1894 med ett plåttak över nya takstolar.

### 1900-talet
Kyrkan brann den 1 april år 1919. Stora skador drabbade taket i långhuset och taket över Oxenstiernas gravkor. Under 1921 renoverades kyrkan av firma Karlsson & Artig, Lidköping.

## Oxenstiernas gravkor

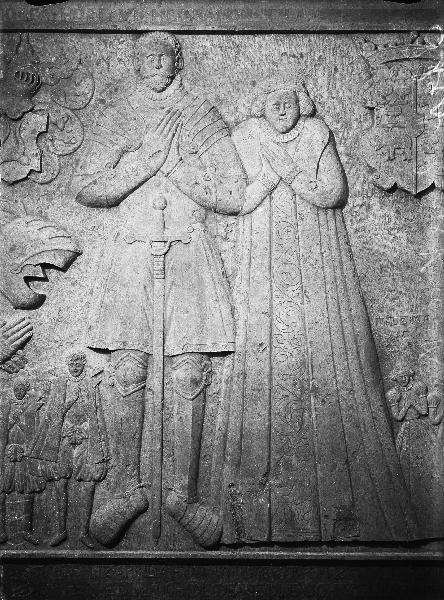
Bengt Gabrielsson Oxenstierna (död 1591) och Sigrid Gustafsdotter Tre Rosor (död 1586).

På kyrkans norra sida byggdes vid slutet av 1500-talet ett gravkor åt Bengt Gabrielsson Oxenstierna (d.ä.) och hans familj. Till material har här använts tegel som putsats på murarnas yttersidor. Tegel har också använts i takvalven. Ursprungligen var det två kryssvalv men det västra har någon gång ersatts med ett tunnvalv. Från långhuset fanns en rundbågig portal med anfangslister in i gravkoret. Denna var under en tid igenmurad och ersatt med en enkel rektangulär öppning. Själva graven utgörs av en upphöjd gravtumba som täckts med en kalkstenshäll. Den är dekorerad i relief och framställer en riddare i rustning. Bredvid sig har han hjälm, handskar, hustru, tre pojkar och två flickor. I hörnen Oxenstiernas och Tre rosors vapen. Själva gravtumban innehåller inga kistor eller benrester, utan dessa tycks vara begravda där under.

## Ekebladska graven

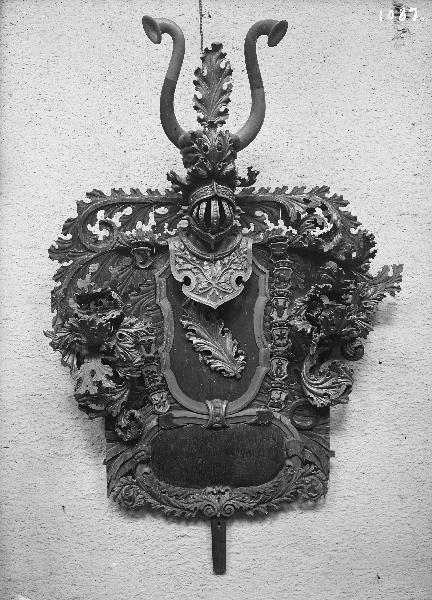
Huvudbanér, Johan Ekeblad (död 1697).

En stor familjegrav tillhörig Christoffer Ekeblad till Stola herrgård är murad i nordvästra hörnet av långhuset. Den utbreder sig från norra väggen intill tredjedelen av mittgången. Till täckning har använts fyra stycken täljstenshällar. Dessa vilar på en ram av bjälkar samt uppburna av en grov ekbjälke mitt över. Utrymmet därunder ger plats åt 6 till 7 kistor på bredden. Vid början av 1900-talet konstaterades att kistorna var helt förmultnade. Endast något beslag av metall från kista kunde urskiljas. En rad av skelett med huvudet åt väster befann sig dock i bättre skick. Särskilt intressant var nummer två från mittgången räknat, såsom ha tillhört en synnerligen storväxt och groflemmad människa. En inmurad sten på muren invid graven upptar tretton namn vilka förmodas ligga i graven.

## Inventarier

### Medeltida relikask
Under de renoveringsarbeten som utfördes 1921 påträffades en intakt relikgömma. Vid restaurering av altaret upptäcktes en senare påmurning under putsen av detta. Murningen var omkring femton centimeter tjock. När denna avlägsnat blottades en relikgömma bestående av liten ask med lock av trä, omgiven av näver. Asken är cylindrisk med måtten 6 centimeter hög och 4,8 centimeter djup. Innehållet utgörs av två små trä flisor. En bit gulnad linneduk har lindats runt flisorna och detta omvirat med en remsa tunn blyplåt. Efter att fyndet undersökts av Vitterhetsakademin återinsattes reliken i altaret samma år.

### Övrigt
- Predikstolen är troligen från slutet av 1500-talet.
- Orgeln är inköpt 1956 från Nordfors & Co.
- En orgel fanns i kyrkan byggd 1841 av orgelbyggaren Erik Henrik Lysell. Den såldes av Kyrkorådet i Ströö (som orten hette då) år 1867 inför anskaffning av en ny orgel[8].

## Runstenar

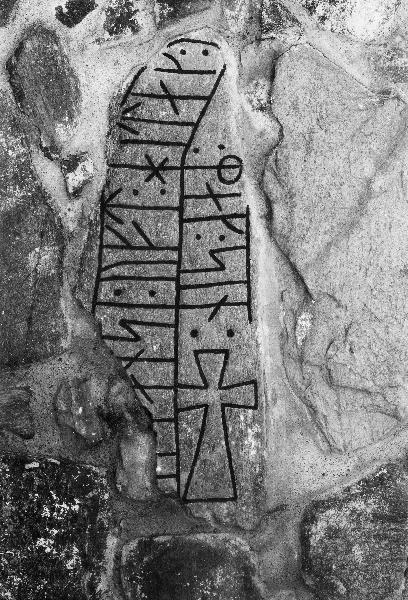
Runsten (Vg 47), fragment i strävpelare.

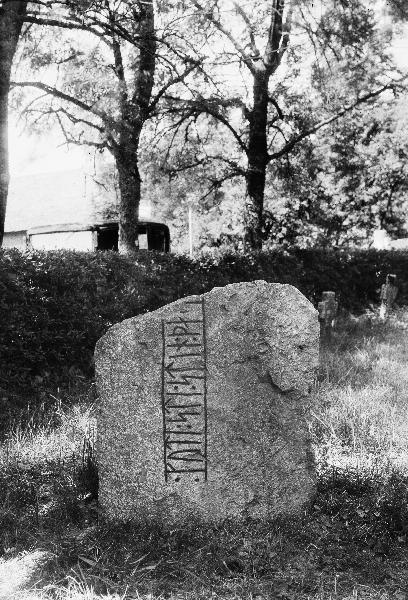
Halv runsten (Vg 48)

Två defekta runstenar finns inom Strö kyrkas närhet. Den ena (Vg 47) är inmurad på södra sidan i den sydvästra strävpelaren till tornet. Den är av grå granit och mäter 0,80 meter i höjd och 0,30 meter i bredd. Nedre delen av stenen är avslagen varvid en del text gått förlorad. Den återstående runtexten lyder, försvenskat: ... denna sten efter Haklång, sin frände.
Den andra stenen (Vg 48) är sedan 1936 rest på kyrkogården. Stenen upptäcktes år 1851 då den befann sig liggande i södra kyrkogårdsmurens utsida. Den är av röd granit och mäter 0,85 meter i höjd och 0,80 meter i bredd. Den övre delen har någon gång blivit avslagen och därmed förlorad. Den nu bevarade nedre delen av stenen innehåller endast början av den ursprungliga runskriften. Denna lyder, försvenskat: Gute satte denna sten ....

## Bilder

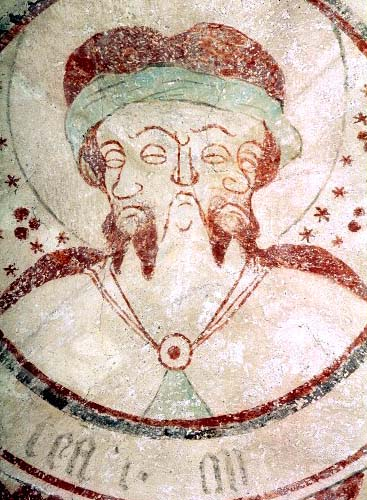
Det märkliga tredelade ansiktet
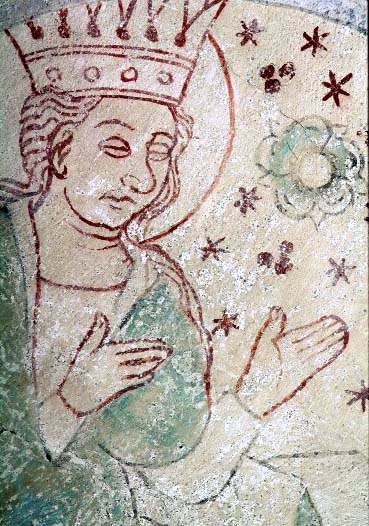
Maria
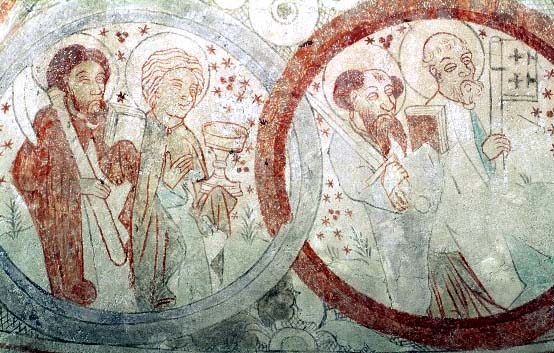
Matteus, Johannes, Paulus och Petrus.
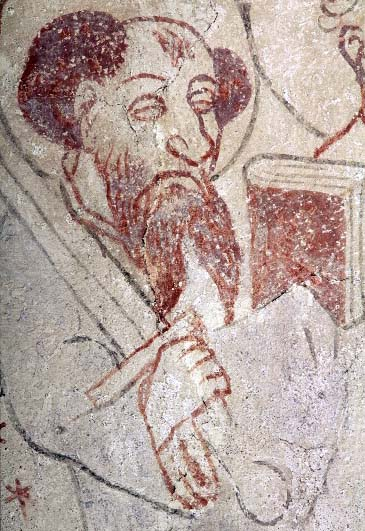
Paulus
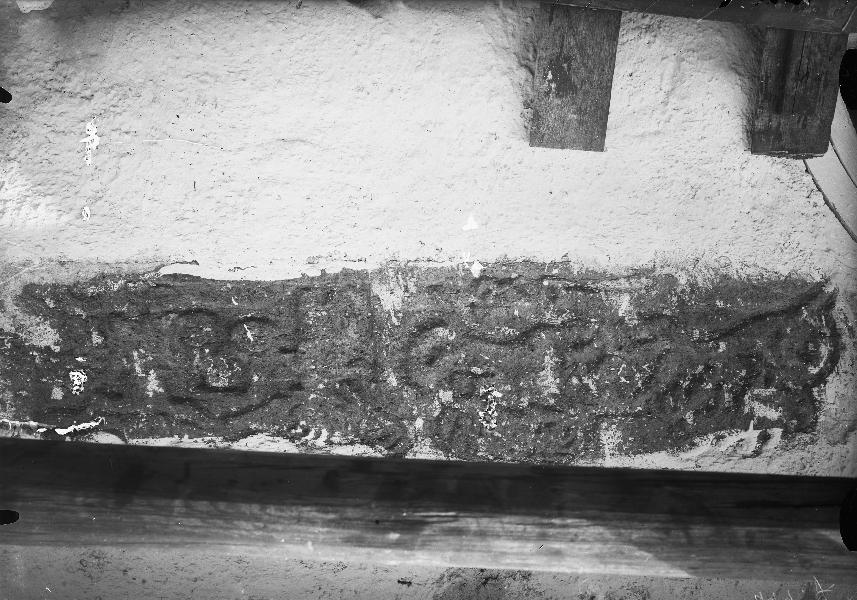
Nattvarden, romansk relief på korets södra södra yttermur.
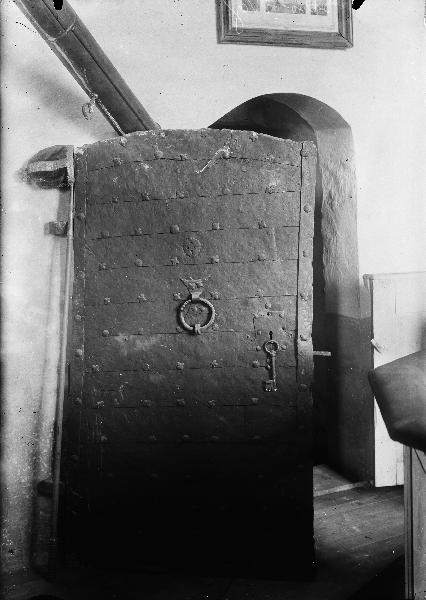
Äldre dörr (Foto: Anders Roland)
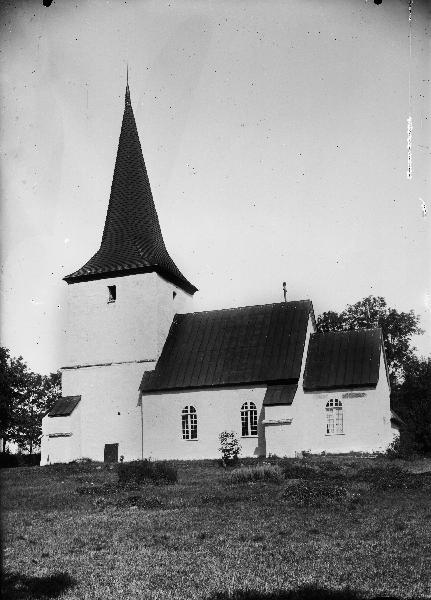
När kyrkan fortfarande var vitputsad.
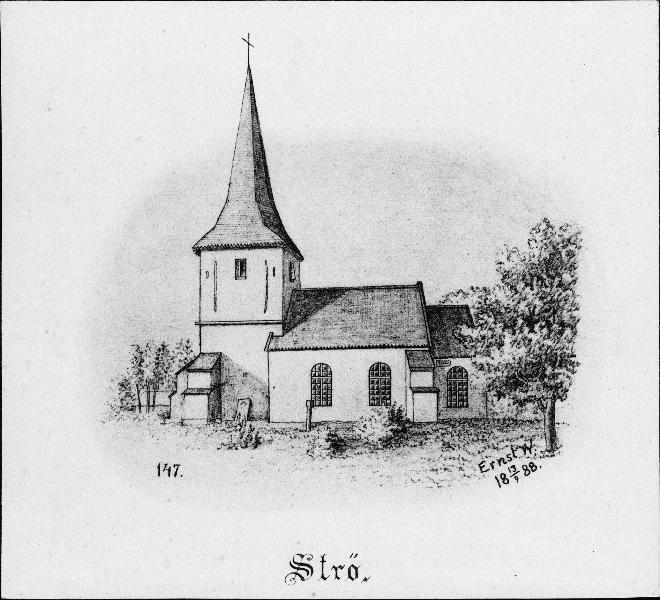
Från söder. Teckning av Ernst Wennerblad, 1888.
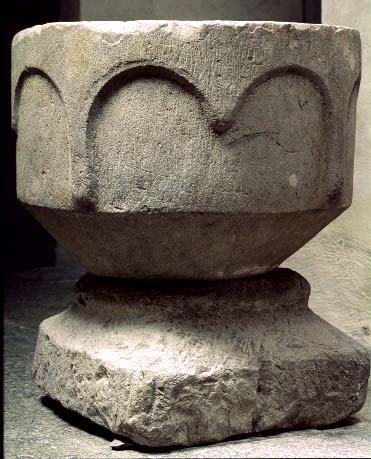
Dopfunt från 1200-talet gjord i sandsten.